# 施特凡斯基兴
施特凡斯基兴是德国巴伐利亚州的一个市镇。总面积26.51平方公里，总人口9918人，其中男性4678人，女性5240人（2011年12月31日），人口密度374人/平方公里。